# جوزيفا سيلسا سيناريس
ولدت جوزيفا سيلسا سيناريس في نوفمبر –تشرين الثاني- عام (1965)، وهي عالمة زواحف فنزويليّة الجنسيّة، نشرت العديد من الأبحاث عن الضفادع و البرمائيات و صنّفت الكثير من الأنواع والسلاسل الجديدة. وهي مديرة متحف التاريخ الطبيعي التابع لمؤسسة لاسال.

## حياتها
ولدت سيناريس في الثاني من نوفمبر –تشرين الثاني- عام (1965)، وحصلت على أولى درجاتها العلميّة في عِلم الأحياء من الجامعة المركزيّة في فنزويلّا، وعلى درجة الدكتوراة من جامعة سنتياغو باسبانيا عام (2001).
اهتمت سيناريس بعالم الحيوانات في فنزويلّا خصوصًا في منطقة جوايانا حيثُ قمم جبال تبيوس المُنحدرة والتي توفر البيئة المُلائمة لنِمو العديد من النباتات والأحياء المختلفة التي تستوطنها. بعض البرمائيات لم تكُن لتُعرف إلا من خلال تلك القمم الجبلية وبعضها قد لا تجده إلا على قمة واحدة منها. ومن نظرة جيولوجيّة، عُزلت قمم جبال التبيوس عمّا حولها منذُ نحو 120 مليون سنة، وهو ما دعم فكرة أنَّ قمم التبيوس هي العالم المفقود الذي يحوي تجمُّعات مُتنوعة، ومُنعزلة من الكائنات الحيّة.
ومع ذلك، تُشير الأبحاث التي عملت عليها سيناريس أنَّه طبقًا لسياق علم الحيوان فإن قمم التبيوس لم تكُن مُنعزلة بشكل كامل كما كان يُعتقد في الماضي حيثُ إنَّ بعض الأنواع ليست مُستحثدة حديثًا وإنَّما لها أصول قديمة فعلى سبيل المثال، انفصلت مجموعة من ضفادع الأشجار المُستوطِنة لتلك القمم مثل التبويهايلا Tepuihyla بعد تشكُّل قمم التبيوس، وهذا يُعني أنَّ الانتواع الموجود على هذه القمم قد يتبع المُستعمرات الموجودة على المناطق المنخفضة المُجاورة.
أصبحت سيناريس مديرةً لمتحف التاريخ الطبيعي التابع لمؤسسة لاساس في كراكس عام (2004).
عدَّلت سينارس على جنسَين بما في ذلك التبويهايلا المذكورة أعلاه، وأضافت أوصاف تفصيليّة للعديد من الأنواع الجديدة إلى العلم. وفي كثير من الأحيان تعاوت سيناريس مع اثنين من علماء الزواحف وهما جوزا أيرتزجونا Jose Ayerzaguena، و ستيفان جورتزولا Stefan Gorzula.

## المكافآت والجوائز
تقديرًا لمُساهماتها في معرفة العديد من الأنواع الجديدة التي انفصلت وتطورت قد سُميَ نوعين من الضفادع الزُجاجيّة على اسمها، ومنها السلسيللا Celsiella التي سُميت على اسمها المُستعار سلسي Celsi.

## إرثها
وصفت سينشال العديد من ألأصناف وخاصة البرمائيات، وبعض أنواع الزواحف.

### الأجناس التي اكتشفتها
- ميتافرينيسكس Metaphryniscus (سيناريس، أيرتزاجونا، جورتزولا) عام (1994)
- تبويهيلا Tepuihyla (أيرتزاجونا، سيناريس، جورتزولا) عام (1993)

## الأنواع التي اكتشفتها
- أرثروسورا تيستيجنزيس Arthrosaura testigensis (جورتزولا، سيناريس) عام (1997).
- سلسيللا فوزمديانوي Celsiella vozmedianoi (جورتزولا، سيناريس) عام (1999).
- هيالينوباترشيم موندولفي Hyalinobarrachium mondolfii (سيناريس، أيارتزاجونا) عام (2001).
- هيبسيبوس ريثميكس Hypsiboas rhythmicus (سيناريس، أيارتزاجونا) عام (2002).
- هيبسيبوس جيمينزي Hypsiboas jimenezi (سيناريس، أيارتزاجونا) عام (2006).
- ميتافرينسكس سوزاي Metaphryniscus sosai (سيناريس، أيرتزاجونا، جورتزولا) عام (1994).
- ميرزيوهيلا اينباركيزي Myersiohyla inparqeusi )أيارتزاجونا، سيناريس) عام (1994).
- ميرزيوهيلا أروماتيكا Myersiohyla aromatic (أيارتزاجونا، سيناريس) عام (1994)
- أوريوفرينللا كريبتيكا Oreophrynella cryptica (سيناريس) عام (1995).
- أوريوفرينللا وياسيابيونسيس Oreophyrenella weiassipuensis (سيناريس، ناسيمنتو، فيلاريل) عام (2005).
- أوريوفرينللا فاسكويزي Oreophyrenella vasquezi (سيناريس، أيارتزاجونا، جورتزولا) عام (1994).
- ريولاما أوزيللي Riolama uzzelli (مولينا، سيناريس) عام (2003).
- ستافنيا أوكيلوزا Stefania oculosa (سيناريس، أيارتزجونا، جورتزولا) عام (1997).
- ستافنيا بركريستاتا Stefania percristata (سيناريس، أيارتزوجونا، جورتزولا) عام (1997).
- ستافنيا ريفيروي Stefania riveroi (سيناريس، أيارتزوجونا، جورتزولا) عام ( 1997).
- ستافنيا ساتليس Stefania satelles (سيناريس، أيارتزوجونا، جورتزولا) عام (1997).
- ستافنيا ستشوبرتي Stefania schuberti (سيناريس، أيارتزوجونا، جورتزولا) عام (1997).
- تبويهيلا إسّي Tepuihyla aecii (أيارتزوجونا، سيناريس، جورتزولا) عام (1993).
- تبويهيلا إديلسيا Tepuihyla edelcae (أيارتزوجونا، سيناريس، جورتزولا) عام (1993)،
- تبويهيلا جالاني Tepuihyla galani (أيارتزوجونا، سيناريس، جورتزولا) عام (1993).
- تبويهيلا لوتولابريس Tepuihyla luteolabris (سيناريس، أيارتزوجونا، جورتزولا) عام (1993).
- تبويهيلا ريمارم Tepuihyla rimarum (أيارتزوجونا، سيناريس، جورتزولا، عام (1993).
- فيتريورانا كاستروفيجوي Vitreorana castroviejoi (أيارتزوجونا، سيناريس) عام (1997).